# Otto Roth (Architekt)
Otto Roth (* 1904; † 1994) war ein deutscher Architekt. Er realisierte zahlreiche Gebäude in eigener Planung sowie in Zusammenarbeit mit Kollegen wie Werner Eichberg, Josef Wiedemann, Immanuel Kroeker und Karl Kergl.

## Leben und Wirken
Otto Roth war ein entschiedener Gegner des Nationalsozialismus und als solcher am Untertauchen verfolgter Juden beteiligt. Gegen das ausdrückliche Verbot der Gauleitung kümmerte er sich um das Erhalten der durch Bombenschäden gefährdeten Asamkirche in München. Nach dem Zweiten Weltkrieg war er im Berufsverband der Architekten und Bauingenieure aktiv. Er wirkte auch als Juror für Ausschreibungen und Architekturwettbewerbe.

## Gebäude

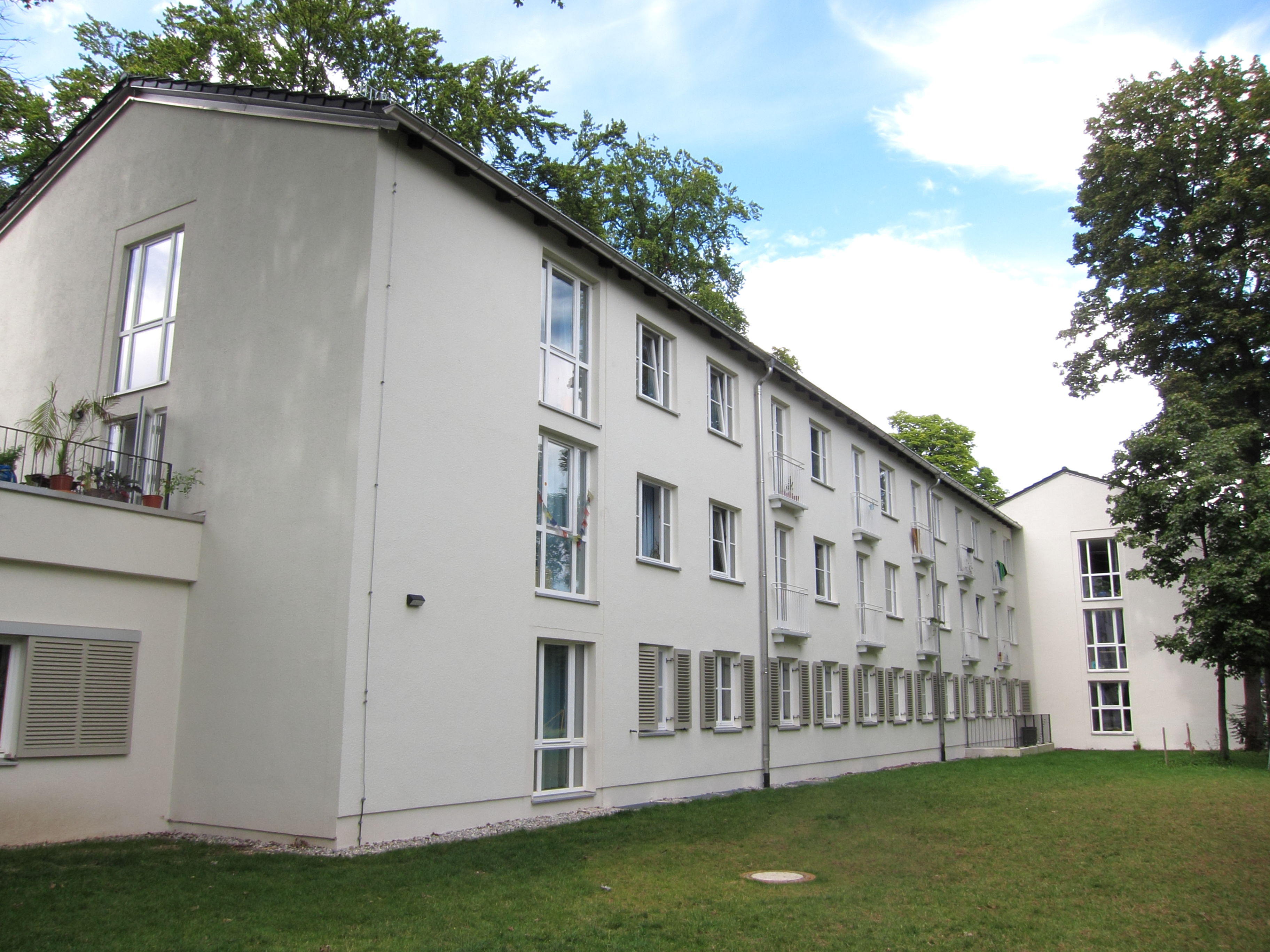
Das Wohnheim Biederstein

Als bedeutendes Werk gilt das Wohnheim Biederstein, ein Studentenwohnheim, das als wichtiges Zeugnis der frühen Nachkriegsarchitektur unter Denkmalschutz steht. Als Uschi Obermaier hier wohnte, wurde das Heim zur Keimzelle der  Studentenunruhen der 68er-Bewegung in München. Zu den Aufsehen erregenden Bauten Roths gehörte auch ein Projekt an der heutigen  Technischen Universität München: „Ein U-förmiger, niedriger Hörsaaltrakt (Werner Eichberg / Otto Roth), der allerdings erst in den 1960er-Jahren realisiert werden konnte, verbindet das Nordgelände über zwei geschlossene Brücken mit dem Stammgelände.“

## Restaurierungen

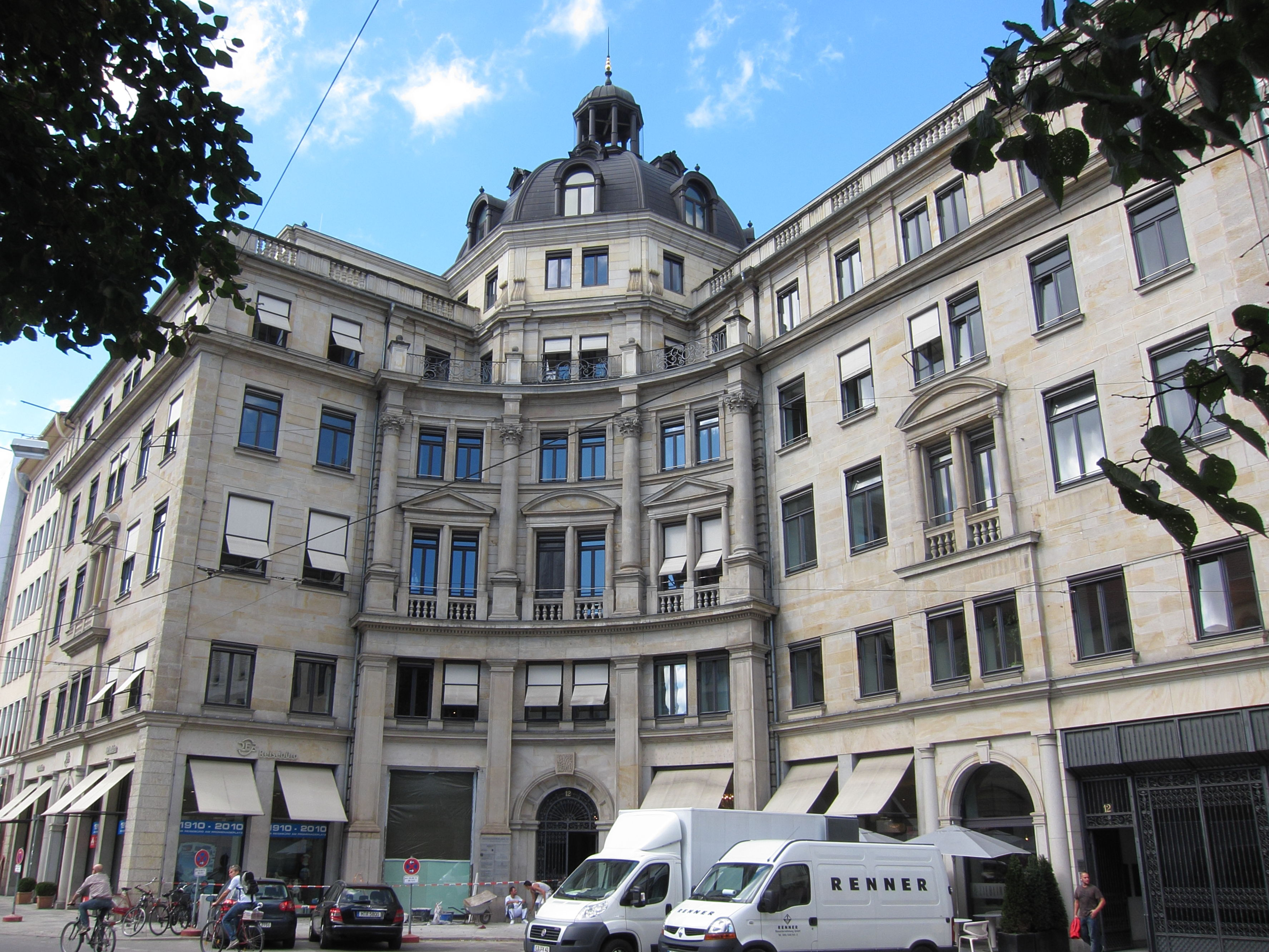
Das von Otto Roth restaurierte Parcus-Haus

Nach dem Krieg waren durch Bomben zerstörte Monumente ein besonderes Anliegen Roths. Das fünfgeschossige Parcus-Haus, ein denkmalgeschütztes Wohn- und Geschäftsgebäude im Stil der Neurenaissance am Promenadeplatz 12 (ehemals 16) in München wurde nach schwerer Beschädigung während des Zweiten Weltkriegs von 1948 bis 1950 durch Otto Roth rekonstruiert. Für das Münchner Siegestor „war der Abbruch der Ruine bereits 1945 beschlossene Sache. Die Sprengung konnte jedoch durch entsprechende Sicherungsmaßnahmen abgebogen werden. Der Stadtrat beauftragte 1956 die Architekten Otto Roth und Josef Wiedemann mit der Instandsetzung.“ Roth sorgte beim Siegestor dafür, „daß Witterungseinflusse keinen weiteren Schaden anrichten konnten.“

## Architektonisches Werk (Auswahl)
- 1939: Landhaus eines Arztes in Memmingen, das die „Symbiose zweier Persönlichkeiten ganz erreicht.“[10]
- 1948–1950: Wiederaufbau des Parcus-Hauses in der Münchner Altstadt[11]
- 1951–1955: Studentenwohnheim München-Biederstein (mit Harald Roth)[11]
- 1952–1953: Verwaltungsgebäude der Tiefbau-Berufsgenossenschaft in München (mit Werner Eichberg)[12]
- 1954–1956: Krankenhaus Memmingen (mit Werner Eichberg)
- 1955: Druckereigebäude Kastner & Callwey in München (mit Werner Eichberg)
- 1955: Amerikanische Schule in München (mit Karl Loibl, Hans A. Endres, Immanuel Kroeker und Karl Kergl)[13]
- 1955–1957: Krankenhaus Füssen (mit Werner Eichberg)
- 1956–1958: Rekonstruktion des Siegestors in München (mit Josef Wiedemann)[11]
- 1958–1963: Studiogebäude des Bayerischen Rundfunks in München (mit Werner Eichberg und Josef Wiedemann)[14]
- 1965: Verlagshaus Callwey in München (mit Werner Eichberg)
- 1964–1967: Institutstrakt der TU München an der Theresienstraße (mit Werner Eichberg)

## Veröffentlichungen (Auswahl)
- „Intarsia eines Schrankes.“ In: Architektur und Wohnform. Jahrgang 1930, S. 478
- „Wohnhaus am Hang.“ Gartenbau im Reich: Eine Monatsschrift mit Bildern für den Garten- und Blumenfreund, Liebhaber und Fachmann, Band 20, 1939, S. 237
- „Wiederaufbau eines Wohnhauses an der Kaulbachstr. in München.“ In: Baumeister 7/1950